# Vitus Bering

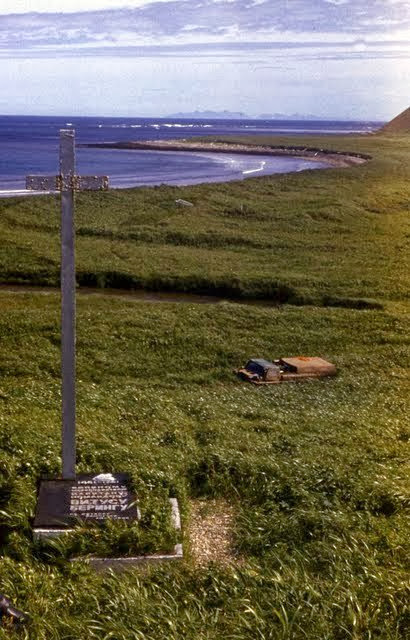
Mogiła Vitusa Beringa na wyspie jego imienia

Vitus Jonassen Bering (znany wśród rosyjskich żeglarzy jako Iwan Iwanowicz; ur. 1681 w Horsens, zm. 8 grudnia?/19 grudnia 1741 na Wyspie Beringa koło Kamczatki) – żeglarz pochodzenia duńskiego w służbie rosyjskiej marynarki, badacz Cieśniny Beringa i Alaski, odkrywca Wysp Komandorskich.

## Biografia
Po podróży do Indii Wschodnich wstąpił do marynarki rosyjskiej. W 1724 roku Piotr I mianował go liderem wyprawy mającej ustalić, czy istnieje połączenie lądowe pomiędzy Azją a Ameryką Północną. Po pokonaniu Syberii, 13 lipca 1728 roku wypłynął z Kamczatki i w sierpniu przepłynął przez Cieśninę Beringa do Oceanu Arktycznego. Niesprzyjająca pogoda uniemożliwiła dokładną obserwację. Pomimo niezauważenia wybrzeża Ameryki Północnej, Bering uznał, że Syberia nie jest połączona z Ameryką, potwierdzając tym samym zapomniane odkrycie Siemiona Dieżniowa z 1648 roku. Z powodu mgły, Bering nie dostrzegł Wysp Komandorskich. W 1730 roku Bering wraz z załogą powrócił do Sankt Petersburga.
Druga wyprawa (znana jako Wielka Ekspedycja Północna, lub też Polarna) odbyła się w latach 1733–1743. W wyprawie uczestniczyło ponad sto osób (głównie Rosjan, Niemców i Skandynawów). Druga wyprawa składała się z trzech ekspedycji, mającej na celu zbadania rosyjskiego wybrzeża północnego, eksploracji wód Oceanu Spokojnego między Japonią i Stanami Zjednoczonymi oraz Syberii Wschodniej i Dalekiego Wschodu. Bering wziął udział w drugiej ekspedycji, badającej wody Pacyfiku. W załodze Beringa znaleźli się między innymi: Siemion Czeluskin (odkrywca i badacz Przylądka Czeluskin, najbardziej na północ wysuniętego punktu Eurazji) oraz Chariton i Dmitrij Łaptiewowie (autorzy opisu brzegów Arktyki oraz części Oceanu Północnego, nazwanego później na ich cześć Morzem Łaptiewów).
W 1737 roku Vitus Bering i Aleksiej Czirikow dotarli do Ochocka, gdzie przygotowali się do wyprawy. Budowa okrętów „Św. Piotr” i „Św. Paweł” trwała trzy lata. Statki opuściły Ochock we wrześniu 1740 roku, kierując się do Pietropawłowska Kamczackiego. Okręty odpłynęły z Pietropawłowska 4 czerwca 1741 roku. Po kilkunastu dniach żeglugi statki rozdzieliły się przez niesprzyjającą pogodę.
Dowodzony przez Czirikowa „Św. Paweł” dotarł 15 lipca do wybrzeży Alaski. W celu uzupełnienia zapasów wody i żywności Czirikow wysłał na ląd kolejno dwie szalupy z 15 ludźmi, ale żadna z nich nie wróciła. W trudnych warunkach, żeglując wzdłuż archipelagu Aleutów, statek wrócił do Pietropawłowska 10 października. Ostatecznie statek zdołał powrócić do Sankt Petersburga. Dzięki wyprawie Czirikowa powstały mapy północnego Oceanu Spokojnego z usytuowaniem wybrzeży Ameryki Północnej.
Dowodzony przez Beringa „Św. Piotr” dotarł do wyspy Kodiak, co umożliwiło uczestniczącym w wyprawie naukowcom zbadanie tamtejszej roślinności. W drodze powrotnej Bering płynął wzdłuż Wysp Aleuckich. Chorując na szkorbut nie był w stanie dowodzić statkiem, zwłaszcza w czasie sztormowej pogody. Dowództwo oddał w ręce porucznika Svena Vaxela, a sam prawie nie opuszczał kajuty. Na początku listopada 1741 r. „Św. Piotr” rozbił się na brzegu Wyspy Beringa. Znaczna część załogi zmarła na wyspie, a wśród nich i sam Bering (8 grudnia). Po przezimowaniu pozostali z materiału pochodzącego z wraku statku zbudowali barkę, którą 26 sierpnia 1742 r. 31 ocalałych marynarzy powróciło do Pietropawłowska Kamczackiego.
Na wniosek angielskiego kapitana Jamesa Cooka, cieśninie, do której Bering dotarł podczas trzeciej wyprawy, nadano nazwę Cieśniny Beringa.